# Union of International Mountain Leader Associations
Die Union of International Mountain Leader Associations (UIMLA; deutsch Vereinigung der internationalen Bergführerverbände) wurde im November 2004 gegründet. Die UIMLA ist seit 2019 ein UIAA-Mitglied.
Der Hauptsitz der UIMLA befindet sich unter:

UIMLA, Maison des Parcs et de la Montagne, 256, Rue de la République F-73000 Chambéry, Frankreich.
In der Sitzung wurde beschlossen, dass alle IML Mitglieder das gleiche Carnet und das gleiche Abzeichen erhalten, das eine international anerkannte Identität verleiht. Es ebnet auch den Weg für andere Länder auf der ganzen Welt, sich der UIMLA anzuschließen, die einen Weltstandard für Bergführer setzt.

## Ziele
Die Hauptziele der UIMLA sind
- Förderung des Berufs des Internationalen Bergführers (IML) und Stärkung seiner Identität außerhalb Europas;
- Entwicklung von Beziehungen zwischen Fachleuten verschiedener Nationalitäten und Teilnahme an der Weiterentwicklung der IML-Ausbildung und -Qualifikationen;
- Vertretung des Berufs auf europäischer und internationaler Ebene.

Die Union of International Mountain Leader Associations (UIMLA) und die Internationale Vereinigung der Bergführerverbände (IVBV) sind die einzigen international anerkannten Qualifikationen für die führenden Gruppen in den Bergen. Inhaber dieser Auszeichnungen können auch in den britischen Bergen arbeiten.
Der International Mountain Leader Award ist die professionelle Qualifikation für Personen, die Trekking-Gruppen in alle Berggebiete außer auf Gletschern führen möchten und bei denen die Techniken oder Ausrüstung des Alpinismus erforderlich sind. Der International Mountain Leader (IML) kann auch auf einfachem, schneebedecktem Gelände operieren, sofern er in den "mittleren" Bergen sanft und nordisch geprägt ist. Nach erfolgreichem Abschluss des gesamten Trainings- und Bewertungsprogramms und durch die Zugehörigkeit zu ihrer anerkannten nationalen Körperschaft erhält die Person den vollen IML Award, ein professionelles Zertifikat (Carnet) und ein international anerkanntes Abzeichen, wodurch sie mit anderen IMLs weltweit vergleichbar ist.

## Mitgliedsverbände
Liste der UIMLA Mitgliedsverbände, bestehend aus 19 Vollmitgliedern und 5 Anwärtern.
| Land                   | Kontinent  | Verband                                                        | Kürzel | Status       |
| ---------------------- | ---------- | -------------------------------------------------------------- | ------ | ------------ |
| Andorra                | Europa     | L´Associació de Guies i Acompanyants de Muntanya d´Andorra     | AGAMA  | Vollmitglied |
| Argentinien            | Südamerika | Asociación Argentina de Guías de Montaña                       | AAGM   | Vollmitglied |
| Belgien                | Europa     | Union Professionnelle des Métiers de la Montagne               | UPMM   | Vollmitglied |
| Bulgarien              | Europa     | Mountains & people association                                 | BAAT   | Vollmitglied |
| Chile                  | Südamerika | Asociación Chilena de Guías/Instructores de Montaña y Escalada | ACGM   | Anwärter     |
| Deutschland            | Europa     | Verband Deutscher Berg- und Skiführer                          | VDBS   | Vollmitglied |
| Frankreich             | Europa     | Syndicat National des Accompagnateurs en Montagne              | LESAEM | Vollmitglied |
| Italien                | Europa     | Associazione Italiana Mountain Leaders                         | AIML   | Vollmitglied |
| Japan                  | Asien      | –                                                              | –      | Anwärter     |
| Kroatien               | Europa     | Savez gorskih vodiča Hrvatske                                  | SGVH   | Vollmitglied |
| Niederlande            | Europa     | Nederlandse Associatie van International Mountain Leaders      | NLAIML | Vollmitglied |
| Nordmazedonien         | Europa     | Macedonian Association of International Mountain Leaders       | MAIMLA | Vollmitglied |
| Österreich             | Europa     | Verband der Oesterreichischen Berg- und Schiführer             | VÖBS   | Vollmitglied |
| Peru                   | Südamerika | Asociación de Guías Oficiales de Caminata del Perú             | AGOCP  | Vollmitglied |
| Polen                  | Europa     | Stowarzyszenie Europejskich Przewodników Górskich „LIDER“      | SEPG   | Vollmitglied |
| Rumänien               | Europa     | Societatea Ghizilor Liberilor Montani                          | SGLM   | Vollmitglied |
| Schweden               | Europa     | Svenska Fjälledarorganisationen                                | SFLO   | Anwärter     |
| Schweiz                | Europa     | Association Suisse des Accompagnateurs en Montagne             | ASAM   | Vollmitglied |
| Slowakei               | Europa     | Slovenská asociácia horských sprievodcov                       | SMLA   | Vollmitglied |
| Slowenien              | Europa     | Združenje planinskih vodnikov Slovenije                        | ZPVS   | Anwärter     |
| Spanien                | Europa     | Asociación Española de Guías de Montaña                        | AEGM   | Vollmitglied |
| Tschechien             | Europa     | Czech mountain leader association                              | CZIML  | Vollmitglied |
| Ungarn                 | Europa     | Magyar Hegyivezetők és Hegyi Túravezetők Egyesülete            | MHVE   | Anwärter     |
| Vereinigtes Königreich | Europa     | British Association of International Mountain Leaders          | BAIML  | Vollmitglied |